# I Can’t Dance
I Can’t Dance – piosenka rockowa zespołu Genesis, wydana w 1991 roku jako singel promujący album We Can’t Dance.

## Powstanie i tekst
Piosenka powstała podczas jednej sesji studyjnej. Początkowo Mike Rutherford stworzył podstawowy riff, następnie zmodyfikowany na riff szesnastotaktowy w ciężkim brzmieniu, do którego Tony Banks i Phil Collins nagrywali partie na klawiszach i perkusji. Następnie dokonano zmian, gdy Collins zaczął śpiewać, a na samplerze perkusyjnym grał Banks. Wówczas wokalista zaczął śpiewać wysokim głosem w charakterystyczny, humorystyczny sposób. Następnie zostały dodane akordy.
Tekst składa się z fragmentów improwizowanych przez Collinsa w studiu i opowiada historię o mężczyźnie, który nie umie tańczyć i „sprzedaje wszystko”. Zdaniem Collinsa przesłaniem piosenki nie był brak umiejętności tańczenia, a krytyka męskich modeli, którzy – według muzyka – „wyglądają dobrze, ale nie potrafią ułożyć zdania”. Collins stwierdził, że publiczność nie zrozumiała przesłania utworu.

## Teledysk
Do utworu powstał teledysk w reżyserii Jima Yukicha. Został w nim ukazany specyficzny chód członków zespołu, zaś klip kończy się ruchami tanecznymi w stylu Michaela Jacksona i stepowaniem. Inspiracją dla chodu był okres, w którym Collins uczęszczał do szkoły teatralnej. Wówczas to zauważył on, że najgorsi tancerze zawsze wyciągają rękę i nogę znajdujące się po tej samej stronie ciała. To odkrycie spowodowało, że Collins zaczął spacerować w sposób ukazany w teledysku.

## Pozycje na listach przebojów
| Lista             | Pozycja | Źródło |
| ----------------- | ------- | ------ |
| Australia         | 7       | [ 2 ]  |
| Austria           | 2       | [ 2 ]  |
| Belgia (Flandria) | 1       | [ 2 ]  |
| Europa            | 8       | [ 3 ]  |
| Francja           | 9       | [ 2 ]  |
| Holandia          | 1       | [ 2 ]  |
| Irlandia          | 7       | [ 4 ]  |
| Kanada            | 3       | [ 5 ]  |
| Niemcy            | 4       | [ 2 ]  |
| Nowa Zelandia     | 10      | [ 2 ]  |
| Polska            | 3       | [ 6 ]  |
| Portugalia        | 3       | [ 7 ]  |
| Stany Zjednoczone | 7       | [ 1 ]  |
| Szwajcaria        | 8       | [ 2 ]  |
| Szwecja           | 13      | [ 2 ]  |
| Wielka Brytania   | 7       | [ 1 ]  |
| Włochy            | 10      | [ 8 ]  |

## Covery
Piosenka była coverowana przez takich wykonawców, jak Debauchery, Chris Norman czy Sonata Arctica.